# کوکوی سینه‌کهر
کوکوی سینه‌کهر (نام علمی: Coccyzus rufigularis) یک گونه پرنده در حال انقراض در تبار Phaenicophaeini، زیرخانواده کوکویان از خانواده کوکوان (Cuculidae) است. این گونه بومی جمهوری دومینیکن در جزیره هیسپانیولا در دریای کارائیب است. احتمالاً در هائیتی منقرض شده است.